# Saint-Léger-du-Bois
Saint-Léger-du-Bois è un comune francese di 562 abitanti situato nel dipartimento della Saona e Loira nella regione della Borgogna-Franca Contea.

## Società

### Evoluzione demografica
Abitanti censiti